# آگوستین بنیتز
آگوستین بنیتز (انگلیسی: Agustín Benítez؛ زادهٔ ۱۱ اکتبر ۱۹۹۹) بازیکن فوتبال اهل آرژانتین است که در پست هافبک بازی می‌کند.